# Lijst van leden in de Leopoldsorde
Dit is een lijst van leden in de Leopoldsorde met een artikel in de encyclopedie.

## Grootmeester
Voorbehouden aan het erfelijk staatshoofd van België
| Naam        | Koning                    |                                 |
| ----------- | ------------------------- | ------------------------------- |
| Leopold I   | Eerste Koning der Belgen  | stichter-grootmeester met Keten |
| Leopold II  | Tweede Koning der Belgen  |                                 |
| Albert I    | Derde Koning der Belgen   |                                 |
| Leopold III | Vierde Koning der Belgen  | ook tijdens regentschap         |
| Boudewijn I | Vijfde Koning der Belgen  |                                 |
| Albert II   | Zesde Koning der Belgen   | tot troonsafstand               |
| Filip I     | Zevende Koning der Belgen | huidige grootmeester            |

## Grootlint

### Leden van de Belgische koninklijke familie
- Koningin Paola van België
- Koningin Mathilde der Belgen
- Astrid van Saksen-Coburg
- Lorenz van Oostenrijk-Este
- Laurens van Saksen-Coburg
- Claire Coombs
- Maria Josefa van Saksen-Coburg

### Erfelijke (voormalig) staatshoofden
- Akihito van Japan
- Elizabeth II van het Verenigd Koninkrijk
- Harald V van Noorwegen
- Henri van Luxemburg
- Felipe VI van Spanje
- Carl XVI Gustaf van Zweden
- Willem-Alexander der Nederlanden
- Mozaffar ed-Din Kadjar
- Nicolaas van Roemenië
- Wilhelm II van Duitsland
- Pakubuwono X van Surakarta
- Wilhelmina der Nederlanden
- Juliana der Nederlanden
- Beatrix der Nederlanden
- Juan Carlos I van Spanje
- Margrethe II van Denemarken
- Reinier III van Monaco
- Maximiliaan van Mexico
- Bhumibol van Thailand
- Victoria van het Verenigd Koninkrijk
- Haile Selassie

### Leden van koningshuizen
- Karel van Saksen-Coburg
- Boudewijn van Saksen-Coburg
- Frederik X van Denemarken
- Farah Diba
- Sonja Haraldsen
- Charlotte van Mexico
- Bernhard der Nederlanden
- Claus der Nederlanden
- Máxima Zorreguieta
- Elena van Spanje
- Cristina van Spanje
- Silvia Sommerlath
- Victoria van Zweden

## A
- Alex Arts
- Els Ampe

## B
- Jean Chrétien Baud, luitenant-gouverneur-generaal van Nederlands-Indië
- Lucien Buysse
- Henri de Brouckère

## C
- Wesley Clark
- Gerard Cooreman

## D
- Armand De Ceuninck, minister van Oorlog
- Frank De Coninck, grootmaarschalk van het Hof
- Louis De Grève, uittredend voorzitter van het Arbitragehof
- Charles de Broqueville, eerste minister
- Etienne de Gerlache, eerste minister
- Jean-Pierre graaf de Launoit, voorzitter van de Koningin Elisabethwedstrijd
- Jean de Lattre de Tassigny, chef d’État-major général de l’armée.
- Eugène de Ligne
- Édouard Descamps, secretaris-generaal Institut de Droit International
- Edouard d'Huart, gouverneur van de provincie Namen
- Édouard Drouyn de Lhuys, voorzitter van de Académie d'Agriculture de France
- Jules Jacques de Dixmude, luitenant-generaal
- Paul de Favereau, eerste minister

## E
- Recep Tayyip Erdoğan, president van Turkije

## F
- Ferdinand Foch

## G
- Roland Gillet
- Jules Greindl, minister van Staat
- Walter Ganshof van der Meersch, vicevoorzitter van het Internationaal Instituut voor de Mensenrechten
- Étienne Maurice Gérard

- Joseph Hellebaut
- Paul Hymans, voorzitter van de Volkenbond

## J
- Xi Jinping, president van de Volksrepubliek China

## K
- Chiang Kai-shek, president van Republiek China
- Andries Kinsbergen, minister van Staat

## L
- Marc Lahousse, ere eerste voorzitter van het Hof van Cassatie
- Eliane Liekendael
- Fulgence Werner Le Roy, bisschop van Pietersburg

## M
- Pierre Marchal, eerste voorzitter van het Hof van Cassatie
- Jules Malou
- Michel Melchior, uittredend voorzitter van het Grondwettelijk Hof
- Guy Mertens, gewezen hoofd van het Militair Huis van de Koning

## P
- Ignacy Jan Paderewski
- Aimable Pélissier
- Józef Piłsudski
- Jean-Marie Piret, emeritus procureur-generaal bij het Hof van Cassatie

## R
- Jules Renkin
- Charles Rogier
- Mstislav Rostropovitsj

## S
- Antanas Smetona
- Jan Christian Smuts
- Nicolas Jean-de-Dieu Soult
- Frank Swaelen

## T
- Leo Tindemans
- Josip Broz Tito

## V
- Herman Van Rompuy
- Guy Verhofstadt
- Gustave Marie Verspyck
- Pieter van Vollenhoven

## W
- Lech Wałęsa
- Jan Frans Willems
- Charles Woeste

## A
- Omer Ablaÿ
- Bert Anciaux

## B
- Frans Boenders
- Lily Boeykens
- Pieter Braecke

## C
- Luc Coene
- Marcel Colla

## D
- Herman De Croo
- Herman De Dijn
- Jacques Devolder
- Jozef Deleu
- André Demedts
- Hector Deprez
- Patrick Dewael
- Juliaan De Vriendt
- Wilfried Dewachter
- Emmanuel de Merode

## E
- Stefan Everts

## F
- Bernard Foccroulle
- Dirk Frimout

## G
- Louis-Prosper Gachard
- Ludo Gelders
- Derrick Gosselin
- Marie Gevers
- Albert Guérisse

## H
- Arthur Haulot
- Justine Henin
- Georges Holvoet

## I
- Jacky Ickx

## J
- Paul Janssen

## L
- Renaat Landuyt
- Victor Legley
- Yves Leterme
- Hubert Leynen
- Helmut Lotti

## M
- Charles Michel

## P
- Henri Pauwels
- Kris Peeters
- Christian Pineau
- René Pleven
- Prosper Poullet

## S
- Niceas Schamp
- Ludo Simons
- Bernard Snoy

## V
- Christine Van Broeckhoven
- Gella Vandecaveye
- Johan Vande Lanotte
- Jan Van den Eynde
- Walter Van Gerven
- bOb Van Reeth
- Hilde Van Sumere
- Jules van Haute
- Auguste Vergote

## W
- Ulla Werbrouck
- André Wynen

## Commandeur
- Barbara Baert
- Peter Adriaenssens
- Karel Anthonissen
- André Bourgeois
- Louis Buisseret
- Emile Boulpaep
- Karl von Bülow
- Robert Cailliau
- Herman Candries
- Jean-Jacques Cassiman
- Paul-Jean Clays
- Kim Clijsters
- Graaf John Cornet d'Elzius
- Georges Danloy
- Georges Thierry d'Argenlieu
- Jaime de Borbón
- Luc De Bruyckere
- Pieter De Crem
- Robert de Foy
- Charles-Henri Delcour
- Hippolyte Delehaye
- Albrecht De Vriendt
- Fred Erdman
- Guido Fonteyn
- Michaël Ghijs
- Georges Janssens de Bisthoven
- Godefroid Kurth
- Geert Laire
- Léon Lhoëst
- Anne-Marie Lizin
- Jerzy Łukaszewski
- Hendrik Willem Mesdag
- Charles Piot
- Lydia Peeters
- Jean-Baptiste Robie
- Philippe Samyn
- Jan Evert Scholten
- Pieter Smidt van Gelder
- Godefroid Stas
- René Stockman
- Mariette Verrycken
- Alfred Verwee
- Victor Vreuls
- Frans Weisglas
- Jan Karel Steppe
- Hilde Crevits
- Karel De Gucht
- Jo Vandeurzen
- Joke Schauvliege
- Steve Stevaert

## Officier
- Louis Artan de Saint-Martin
- Alphonse Asselbergs
- Théodore Baron
- Joseph-Adrien Beeckman de Crayloo
- Euphrosine Beernaert
- Hans Bonte
- Guy Swennen
- George Albert Boulenger
- Colette Burgeon
- Jules Busschop
- Théodore-Joseph Canneel
- Paul Christiaen
- Willy Cortois
- Simonne Creyf
- Joop Daalmeijer
- Nicolas Joseph Daine
- Andrée De Jongh
- André De Meulemeester
- Gustave Den Duyts
- Georges Derieuw
- Robrecht Dewitte
- Leonard du Bus de Gisignies
- Gaston Duribreux
- Pieter Génard
- Ferdinand Ghesquière
- Thierry Giet
- René-Émile Godfroy
- Jozef Guislain
- Adriaan Jozef Heymans
- Paul Kumpen
- Nicolas-Joseph Laforêt
- Jacques Mercier
- Jan Moedwil
- Marie Nagy
- Joseph Poelaert
- Marcel Poot
- Walter Prevenier
- Joëlle Rozie
- Arthur Rubinstein
- Maurice Santens
- Robert Sink
- Joseph Stevens
- François Stroobant
- Vic Swerts
- Emile Thysebaert
- Bram van der Stok
- Rik Van de Walle
- Leopold Van Esbroeck
- Edward Van Even
- Maurice Vanhoutte
- Myriam Vanlerberghe
- Sas van Rouveroij
- Piet Van Waeyenberge
- Léandre Vilain
- Albert von Margutti
- Hermann von Wissmann
- Jules Vyverman
- Philippe Washer
- Dick Wijte
- Paul Wille

## Ridder
- Adam Williams
- Lourens Alma Tadema
- Filip Anthuenis
- Louis Artan
- Yolande Avontroodt
- Daniel Bacquelaine
- Johan Ballegeer
- Sonja Becq
- Louis Beerenbroek
- Tony Bell
- Jules Bertin
- Jean-Baptiste Bethune
- David Jozef Bles
- Jan Bols
- Johannes Bosboom
- Maxime de Bousies
- Joseph Bovy
- Vina Bovy
- Joseph Braet
- Eugène Broerman
- Nand Buyl
- Daniël Cardon de Lichtbuer
- Olivier Chastel
- Karel Cogge
- Jean Colin
- Jan Baptist David
- Petrus Jozef de Caters
- Louise De Hem
- Frans de Loë-Imstenraedt
- Jos De Meyer
- Pol de Mont
- Paul de Pessemier 's Gravendries
- Joseph de Puysseleyr
- Johannis de Rijke
- Willem Carolus De Roo
- Mia De Schamphelaere
- Edmond De Schampheleer
- Jean de Selys Longchamps
- Auguste de T'Serclaes
- Nestor de Tière
- Isidore Diegerick
- Frans-Ernest Dieltiens
- Elio Di Rupo
- Ferdinand d'Udekem de Guertechin
- Augustin Dumon-Dumortier
- Josuë Dupon
- James Ensor
- Eusèbe Feys
- Victor Fris
- Charles Frison
- Edouard Froidure
- Paul Joseph Constantin Gabriël
- Hendrik Geeraert
- Joseph Louis Geirnaert
- Vic Gentils
- Guido Gezelle
- Louis Gilliodts
- Cyprien Godebski
- Peter Goossens
- André Hallet
- Edouard Hamman
- Margriet Hermans
- Edmond Houtave
- Joseph Keunen
- Louis Keunen
- Barend Cornelis Koekkoek
- Jan-Jacques Lambin
- Lambrecht Lambrechts
- Nahima Lanjri
- Hector Le Blus
- Henri Leeuw sr.
- Josée Lejeune
- Adrien-Charles Le Mayeur de Merprès
- Kathy Lindekens
- Polydoor Lippens
- Marcel Logist
- Virginie Loveling
- Johan Malcorps
- Pol Mara
- Constantin Meunier
- Félix Messiaen
- Robert Mols
- Jacky Morael
- Roger Morsa
- François Musin
- Willy Naessens
- Harry Patch
- Jean-Baptiste de Pauw
- Fatma Pehlivan
- André Plumot
- Louis Raemaekers
- Hilda Ram
- Frans Rens
- Henriëtte Ronner-Knip
- Fatiha Saïdi
- Bobbejaan Schoepen
- Michel Schooyans
- Hendrik Sermon
- Marc Sleen
- Jakob Smits
- Cornelis Springer
- Paul Staes
- Helga Stevens
- Karel Stroo
- Martine Taelman
- Pieter Jozef Taeymans
- Fauzaya Talhaoui
- Max Temmerman
- Edmond Thieffry
- Bart Tommelein
- Petrus Jozef Triest
- Edmond Tschaggeny
- Will Tura
- Pierre-Joseph Turine
- Frederik Van der Noot
- Prudens van Duyse
- Geert Van Hecke
- Paul Van Hoeydonck
- Pieter Frans van Kerckhoven
- Cornelis Van Leemputten
- Jozef Van Lerius
- Jan Van Poppel
- David Verbeke
- Mark Verhaegen
- Isidore Verheyden
- Jan Antoon Verschaeren
- Jan Pieter Antoon Verschuylen
- Julius Vuylsteke
- Antonie Waldorp
- Eddy Wally
- Alphonse Wauters